# 五月的你，十二月的她
是一部2023年美國浪漫劇情片，由陶德·海恩斯執導，山米·伯奇（Samy Burch）編劇，改編自伯奇與亞歷克斯·梅查尼克（Alex Mechanik）構思的故事。電影靈感大致來自玛丽·凯·勒图尔诺的故事；講述娜塔莉·波曼飾演的演員前往喬治亞州，與自己將詮釋的原型女子（茱莉安·摩爾飾演）會面，以研究對方的生活。
《五月的你，十二月的她》2023年5月20日在第76屆坎城影展全球首映，2023年11月17日在美國有限上映，2023年12月1日在Netflix上串流發行。電影收穫影評界的正面評價，評論讚譽焦點多集中在執導、情感刻劃、演員的表現。

## 故事概要
故事起始於2015年，女演員伊麗莎白·貝瑞抵達喬治亞州的薩凡納，研究她接下來準備在獨立電影中扮演的角色原型真人：葛蕾西·亞瑟頓-尤。1992年，時年36 歲的葛蕾西被發現與兒子喬吉的同學、13歲的喬·柳在兩人工作的寵物店發生性關係，被警方以與未成年人發生性行為的罪行逮捕入獄。在監獄服刑期間，葛蕾西生下了喬的孩子。23年後，葛蕾西和喬結婚並育有三個孩子，分別是正在上大學的奧諾爾，以及即將高中畢業的雙胞胎查理和瑪麗。
伊莉莎白親自拜訪了葛蕾西和喬，不僅是為了理解他們的關係，還向他們保證她打算如實成述他們的故事。伊莉莎白參觀了葛蕾西和喬相遇和工作的寵物店，看見了葛蕾西和喬當時被發現性關係的儲藏室，並獨自重現了這一場景。她還與葛蕾西的第一任丈夫湯姆、她的兒子喬吉（現在是音樂家）以及她的辯護律師進行了交談。他們以不同的方式描繪葛蕾西，將她描繪成天真和被動，同時也展示了她的行為有多麼具有破壞性。稍後伊莉莎白深入理解了更多有關查理和瑪麗高中畢業前的家庭活動。
喬與一位來自臉書群組的朋友進行私人簡訊對話，該群組致力於飼養帝王蝶。有一次，喬提議他們一起去度假，但她拒絕了他，提醒自己已結婚。喬探望父親時，思考一旦他們所有的孩子都去上大學，未來他和葛蕾西的生活會是什麼樣子。
伊莉莎白參加查理和瑪麗高中戲劇課的問答，討論演員和工作人員在拍攝性愛場景時的親密感。當伊莉莎白說她喜歡扮演道德上模稜兩可的角色時，瑪麗深感自己被冒犯而面露不悅。查理與喬共用一家大麻商店，喬向兒子透露，他以前從未嘗試過大麻。喬情緒高漲，精神崩潰，在查理懷裡哭泣。
從大學返家後，一家人在伊莉莎白的陪伴下出去吃晚飯，慶祝查理和瑪麗畢業。在餐廳裡，他們與湯姆、喬吉和葛蕾西老家人的其他成員發生了一次尷尬的遭遇。喬吉私下與伊莉莎白晤談，提議她為他找到一份電影音樂總監的工作，以換取葛蕾西生活的細節；喬吉聲稱他讀了葛蕾西的日記，發現她的哥哥對她進行了性虐待。喬吉還威脅說，如果他不得到這份工作，他將在電影上映後向媒體貶低這部電影。伊莉莎白難以置信地表示她會“調查一下”，然後讓喬搭車回家。
伊莉莎白邀請喬到她的住處，喬給了她一封葛蕾西在他們交往初期寫給他的信。兩人發生了性關係，伊莉莎白告訴喬他還有時間開始新的生活。然而，當伊麗莎白將他的經歷稱為“故事”，並說這個故事是“他的生活”時，喬立即起身離去。喬淚流滿面地向葛蕾西質問他們關係的開始，想知道自己是否「太年輕」，然而葛蕾西堅稱是他引誘了她，並反覆詢問誰在控制一切。伊莉莎白讀了喬給她的信作為獨白，以練習扮演葛蕾西。
畢業典禮那天早上，喬飼養的一隻蝴蝶破繭而出。後來，全家人看著查理和瑪麗畢業，唯獨喬藏身在人群邊緣獨自哭泣。當伊莉莎白準備離開時，葛蕾西告訴她，喬吉編造了她兄弟虐待的故事，她和喬治每天都會說話。
故事尾聲，伊莉莎白參演的電影正式開拍，在電影拍攝現場，伊莉莎白拍攝了葛蕾西在寵物店「梳理」喬的場景的多個鏡頭。雖然導演很滿意，但她要求再拍一次，並堅稱這會讓這段情境「變得更加真實」。

## 演員
- 娜塔莉·波曼飾演伊莉莎白·貝瑞（Elizabeth Berry）[5]，準備拍攝真人實事改編電影的女演員。
- 茱莉安·摩爾飾演葛蕾西·亞瑟頓-尤（Gracie Atherton-Yoo）[5]，伊莉莎白詮釋的角色原型，因為與未成年人喬發生性關係而獲罪入獄。
- 查爾斯·梅爾頓飾演喬·尤（Joe Yoo）[7]，曾與葛蕾西發生性關係的少年，葛蕾西的第二任丈夫。
- D·W·莫非特飾演湯姆（Tom）[7]，葛蕾西的前夫。
- 派柏·柯達（英语：Piper Curda）飾演哈諾爾（Honor）[8]，葛蕾西和喬的長子，大學生。
- 伊丽莎白·尤（英语：Elizabeth Yu）飾演瑪莉（Mary）[8]葛蕾西和喬的女兒，和查理為雙胞胎。
- 蓋布瑞·鐘（Gabriel Chung）飾演查理（Charlie）[8]葛蕾西和喬的兒子，和瑪莉為雙胞胎。
- 科里·邁克·史密斯飾演喬吉·亞瑟頓（Georgie Atherton）[9]，葛蕾西和前夫的兒子，音樂家。
- 勞倫斯·阿蘭西奧（Lawrence Arancio）飾演莫里斯·史派柏（Morris Sperber）[10]

## 事件原型
本片取材自美國教師瑪麗·凱·勒圖爾諾的真人實事。1996年，勒圖爾諾與時年13歲的學生維利·法爾洛(Vili Fualaau)發生性關係，遭法院判處二級兒童強姦罪入獄服刑7年。勒圖爾諾與當時的首任丈夫離婚，2005年出獄和法爾洛結婚，但在與法爾洛結婚12年後（2017年）分居，2019年正式離婚。勒圖爾諾後於2020年7月6日因大腸癌在家中病逝，終年58歲。

## 製作
據2021年6月的報導，娜塔莉·波曼和茱莉安·摩爾簽約主演本片。2022年9月，查爾斯·梅爾頓參演。2023年1月，據報導，派柏·柯達、伊丽莎白·尤和蓋布瑞·鐘（Gabriel Chung）已加入演出陣容。
《五月的你，十二月的她》在喬治亞州薩凡納進行主要拍攝，2022年11月完成23天的拍攝。爱德华·拉赫曼最初將擔任攝影指導，但因拉赫曼臀部受傷而被克里斯多夫·布勞瓦爾取代。劇本以薩凡納為背景，但最初設定在緬因州卡姆登。

## 獎項
其他獎項請見《五月的你，十二月的她》獲獎與提名列表。
| 年份 | 頒獎典禮           | 獎項         | 入圍者                   | 結果 |
| ---- | ------------------ | ------------ | ------------------------ | ---- |
| 2024 | 第96屆奧斯卡金像獎 | 最佳原创剧本 | 《五月的你，十二月的她》 | 提名 |

## 外部連結
- 互联网电影数据库（IMDb）上《五月的你，十二月的她》的资料（英文）